# Hana Štěpánková
Hana Štěpánková, rozená jako Anna Šedlbauerová (20. srpna 1890 Maškův mlýn v Chodské Lhotě – 20. února 1950 Kdyně) byla sběratelka chodského folklóru, lidové poezie a vlastivědná pracovnice. Byla členkou regionálního spolku Psohlavec.

## Životopis
Narodila se v rodině mlynáře Augustina Šedlbauera a Marie roz. Markové. Její sourozenci byli: Augustin, Marie Kokaislová, Anežka Marvalová, Anastázie Kokaislová, Antonín a Barbora. S manželem JUDr. Jaroslavem Štěpánkem (1885–1950) měli dvě děti Miloslava a Jaroslavu.
Po smrti chodského spisovatele Jindřicha Šimona Baara začala na základě spisovatelovy poslední vůle zpracovávat (společně se svým manželem) Baarovu literární pozůstalost.
- Hanýžka a Martínek
- Osmačtyřicátníci (druhý díl Chodské trilogie)
- Lůsy (třetí díl Chodské trilogie)
- Na Chodsku od jara do zimy (výbor z knih J. Š. Baara)
- Chodské pověsti

Zároveň vyvíjela bohatou publicistickou činnost především v rámci regionálních periodik, ale i celostátních časopisů (Kdyňská Stráž, Posel od Čerchova, Chodsko, Domažlické noviny, Klatovské listy, Plzeňský kraj, Časopis přátel starožitností, Eva, Lidový deník, Mládí, Národní politika, Národohospodářský věstník, Rozhledy po literatuře, Rozpravy Aventina, Venkov, Zvěstování, Ženský obzor, krajanská Svornost).

## Dílo výběr

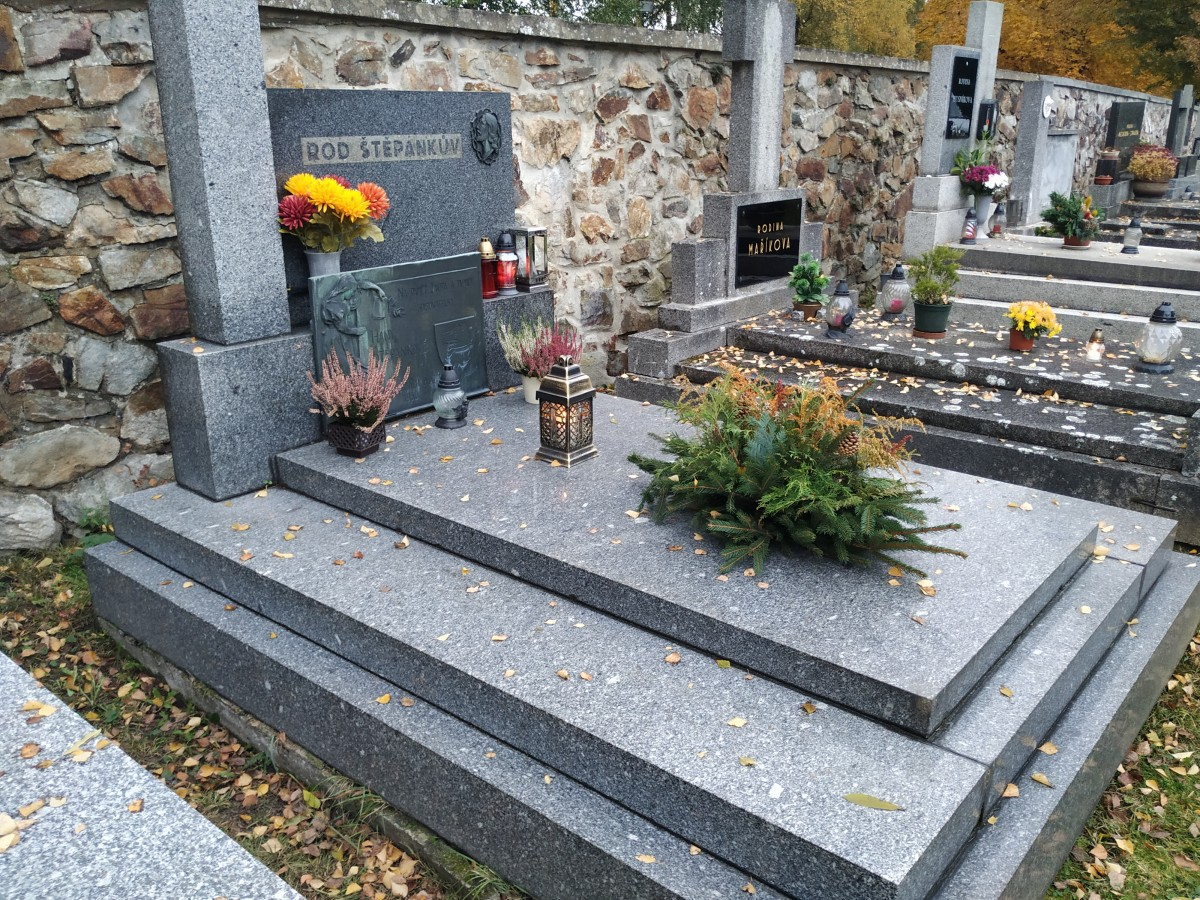
Hrob Hany Štěpánkové na kdyňském hřbitově

- Ke kořenům (Z kroniky rodu) (z úvodu knihy: Je to jen malý obrázek „Z kroniky rodu“, ale věrný a pravdivý, zachycený proto, aby byl památkou a svědkem života v starých mlýnech na samotě, kde radost jednoho člena rodiny byla radostí všech a zármutek, třeba nejmenšího pastevce, zármutkem celé rodiny...)[4]
- Zkazky lidu na Kdyňsku a Domažlicku, 1931 (31 pověstí z Chodska)
- Cestou poznané pravdy[5]
- Božena Němcová v Novém Bydžově. O pobytu Boženy Němcové v Novém Bydžově. Ze Kdyně do Bydžova a za Boženou Němcovou – Josef Lelek a Hana Štěpánková
- Setkání (Na paměť stého výročí příchodu Boženy Němcové na Chodsko a dvacátého výročí J. Š. Baara)